# Bordelli militari tedeschi nella seconda guerra mondiale
I bordelli militari tedeschi vennero creati dalla Germania nazista durante la seconda guerra mondiale in gran parte dell'Europa occupata ad utilizzo dei soldati del Wehrmacht e delle SS. Questi bordelli erano generalmente delle nuove creazioni, ma nell'Ovest talvolta vennero utilizzate case di piacere già esistenti come altri edifici. Fino al 1942, vi erano circa 500 bordelli militari di questo tipo nell'Europa occupata dalla Germania. Spesso, operando in hotel confiscati e protetti dal Wehrmacht, queste strutture servivano i soldati in viaggio o ritirati dal fronte. Secondo la documentazione, almeno 34140 donne europee furono costrette a prostituirsi durante l'occupazione tedesca dei loro paesi insieme alle prigioniere femmine dei bordelli dei campi di concentramento. In molti casi, nell'Europa dell'est, le donne e le giovani ragazze venivano rapite nelle strade delle città occupate durante i roundup militari o polizieschi tedeschi chiamati łapanka o rafle.

## Europa dell'Est

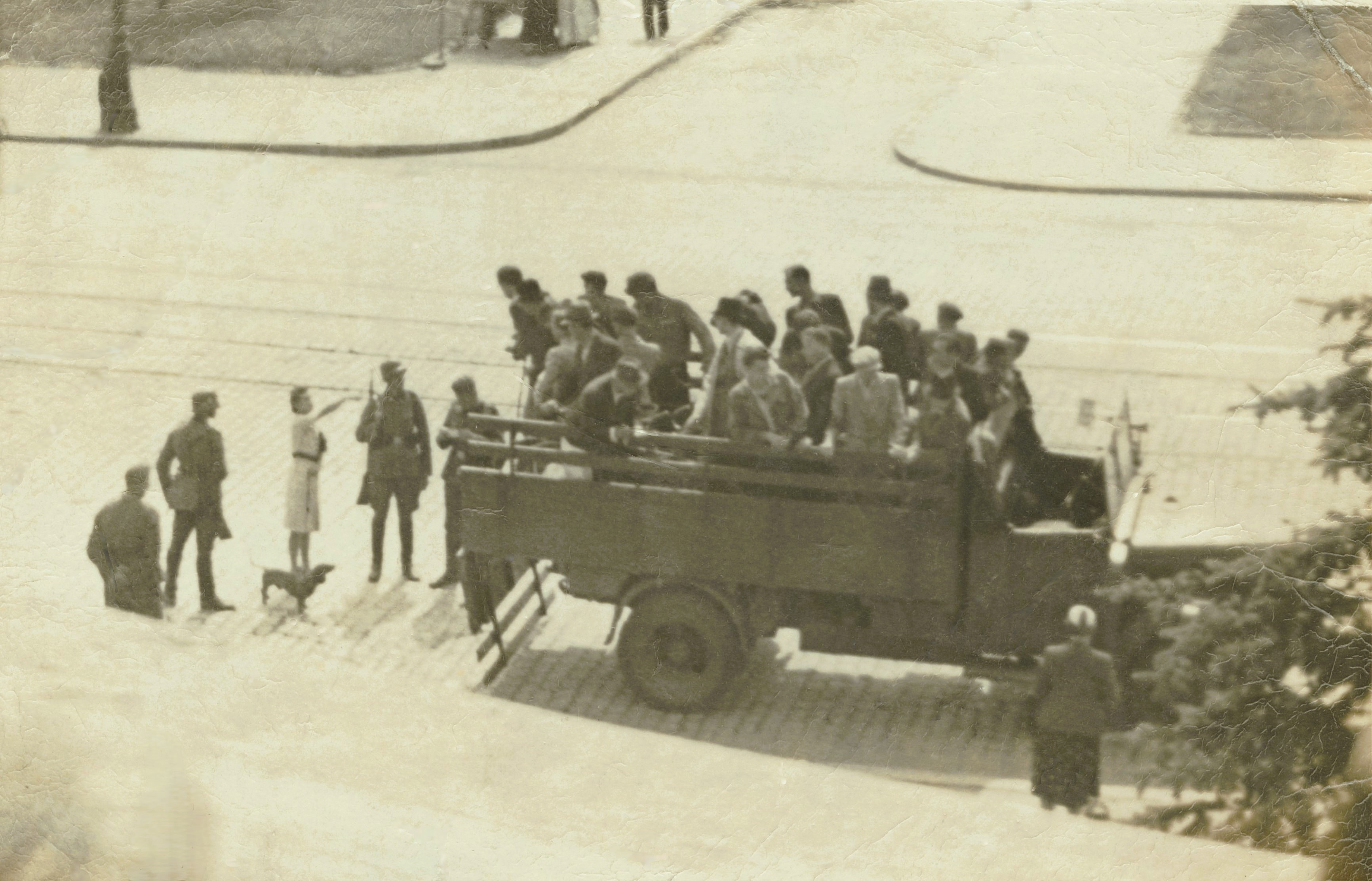
Łapanka, rapimento massivo al distretto Żoliborz di Varsavia. Alcune giovani donne selezionate venivano poi forzate a lavorare nei bordelli militari.

Il Ministro straniero del Governo in esilio della Polonia rilasciò un documento il 3 maggio 1941 nel quale descriveva i rapimenti massivi attuati nelle città polacche allo scopo di catturare giovani donne per la schiavitù sessuale ai bordelli tramite i militari tedeschi. Inoltre, ragazze polacche di appena 15 anni venivano giudicate idonee alla schiavitù, portate in Germania e sfruttate dagli uomini tedeschi. A Brandeburgo, due ragazzine polacche Ostarbeiter che tornarono a casa a Cracovia in stato di gravidanza avanzata riportarono di essere state violentate dai soldati tedeschi così frequentemente da non essere in grado di svolgere nessun lavoro.
Il missionario della Croce Rossa Svizzera Franz Mawick nel 1942 scrisse da Varsavia di quello che vedeva: "Tedeschi in uniforme... hanno lo sguardo fisso su donne e giovani nelle età tra 15 e 25 anni. Un soldato tira fuori una torcia tascabile e la punta verso una delle donne, dritta negli occhi. Le due donne ci rivolgono visi pallidi, esprimendo stanchezza e rassegnazione. La prima è di circa 30 anni: 'Cosa sta cercando questa vecchia puttana qui?' - uno dei tre soldati ride. 'Pane, signore' chiede la donna... 'Un calcio in culo tu meriti, non il pane' - risponde il soldato. Il proprietario della torcia dirige nuovamente la luce sui loro corpi e sulle loro facce... La più giovane ha forse 15 anni... Le aprono il cappotto e iniziano a toccarla con le loro mani lussuriose. 'Questa è ideale per un letto' - dice."
Anche in Unione Sovietica, le ragazze erano rapite dalle forze tedesche; un rapporto del Tribunale Militare Internazionale afferma: "nella città di Smolensk il Commando Tedesco aprì un bordello per gli ufficiali in uno degli hotel in cui centinaia di ragazze e donne vennero portate; loro furono trascinate senza pietà per le strade tramite le loro braccia o i loro capelli."

### Tentativi di fuga
Secondo un'esposizione del magazine polacco Wprost, le donne forzate alla schiavitù sessuale dalle autorità naziste tedesche talvolta tentarono di scappare. In uno di questi casi, un gruppo di donne polacche e sovietiche imprigionate in un bordello militare tedesco in Norvegia scappò nel 1941. Trovarono rifugio in una locale chiesa luterana che offrì loro asilo. Le donne erano stuprate da fino a 32 uomini al giorno; i soldati ospiti erano allocati 15 minuti ciascuno al costo nominale di 3 Reichsmarks per "sessione" negli orari tra le 14 e le 20:30. Le donne che erano visibilmente incinte erano talvolta rilasciate, ma non tornavano alle loro famiglie per non impressionarle.

## Occupazione della Francia
La Wehrmacht stabilì un sistema burocratico di fondo di circa 100 nuovi bordelli già prima del 1942, basato su un pre-esistente sistema controllato dal governo - scrisse Inse Meinen. Ai soldati erano date carte per le visite rilasciate dall'Oberkommando des Heeres e fu proibito l'impegno nel contatto sessuale con altre donne francesi. Nel settembre 1941, Field Marshal Walter von Brauchitsch propose l'obbligo per i giovani soldati di recarsi a fare visite settimanalmente per prevenire "eccessi sessuali" tra di loro. Le prostitute avevano rapporti medici programmati per rallentare la diffusione di malattie veneree.

## Prostituzione forzata
Un rapporto tedesco del 1977 di uno storico neoconservativo del Baden-Württemberg, Franz W. Seidler, contese che le donne straniere che erano destinate ad essere registrate per i bordelli militari tedeschi erano state prostitute anche prima della guerra. Ruth Seifert, professore di sociologia all'Università di Scienze Applicate a Ratisbona, d'altro canto, sostenne che le donne furono forzate a lavorare in questi bordelli dai tedeschi che le avevano catturate, come mostrato durante il Processo ai Principali Criminali di Guerra prima del Processo di Norimberga del 1946, ulteriormente confermato dal libro pubblicato da Raul Hilberg nel 1961.
Ci furono alcune prostitute soprattutto nell'Est Europa che si offrirono volontarie per lavorare nei bordelli piuttosto che nei campi di concentramento.